# Parque da Lajinha

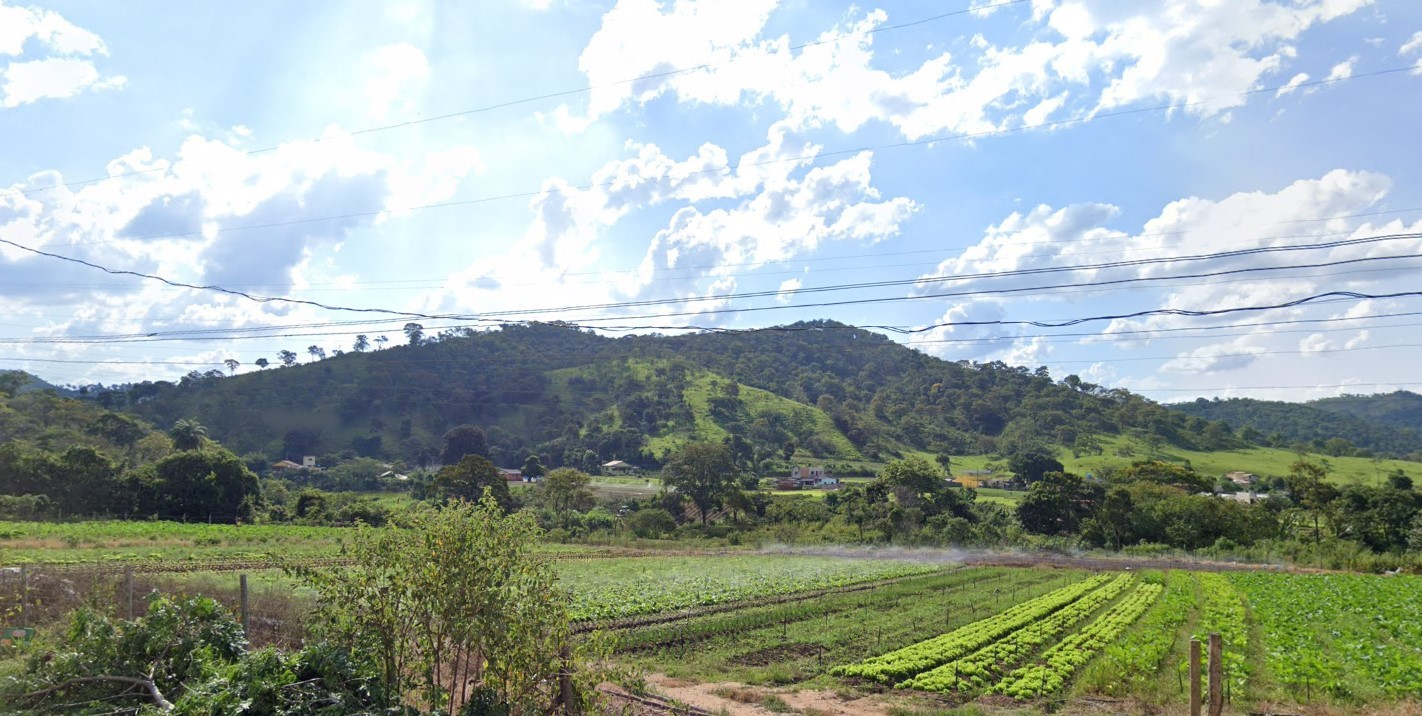
Parque da Lajinha ao fundo de uma plantação localizada no bairro São Judas

O Parque da Lajinha é um parque ecológico da cidade de Ribeirão das Neves. Localiza-se entre os bairros Jardim São Judas Tadeu e Paraíso das Piabas, em Justinópolis, se estendendo até o bairro Porto Seguro, regional sede do município. A Lajinha foi definida como Área de Preservação Ambiental (APA) no Plano Diretor de Ribeirão das Neves em 2006, aprovado pela Lei Complementar nº 036/2006.
O local é conhecido como Lajinha, por ter inúmeros lajedos de pedras que com a força das águas fazem extensas corredeiras de água nas pedras. De natureza preservada, o local pode ser visitado por todos de qualquer idade, fazendo do local um ponto conhecido de turismo em Ribeirão das Neves. Possui nascentes preservadas, muitas áreas verdes e animais nativos da região. O local é frequentemente usado para caminhadas ecológicas e inúmeras práticas esportivas como montain-bike, slackline, traking e diversas outras modalidades esportivas.

Além das práticas existentes, a Lajinha integra o "Circuito Verde Trilha dos Bandeirantes"; circuito que abrange municípios pertencentes as regiões intermediarias de Belo Horizonte e Divinópolis.

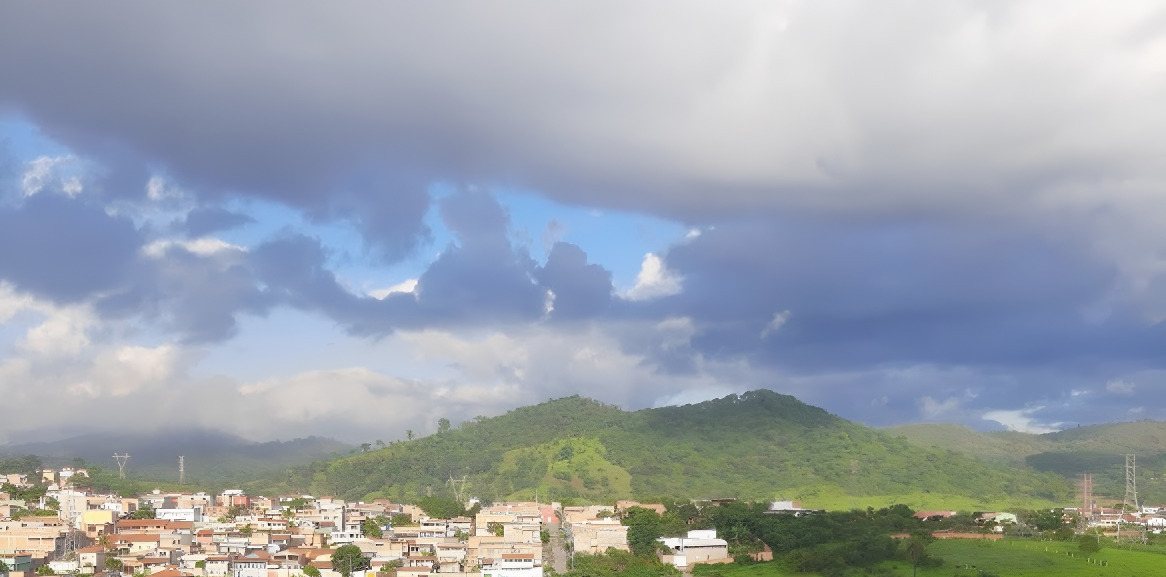
Parque da Lajinha entre os bairros Paraíso (direita) e São Judas (esquerda)